# جوش‌سنگ

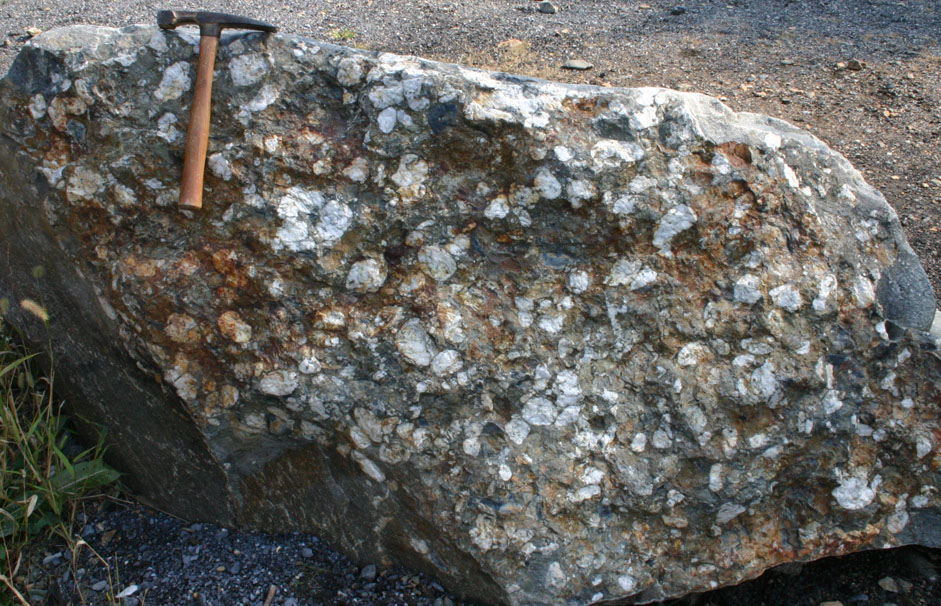
جوش‌سنگ

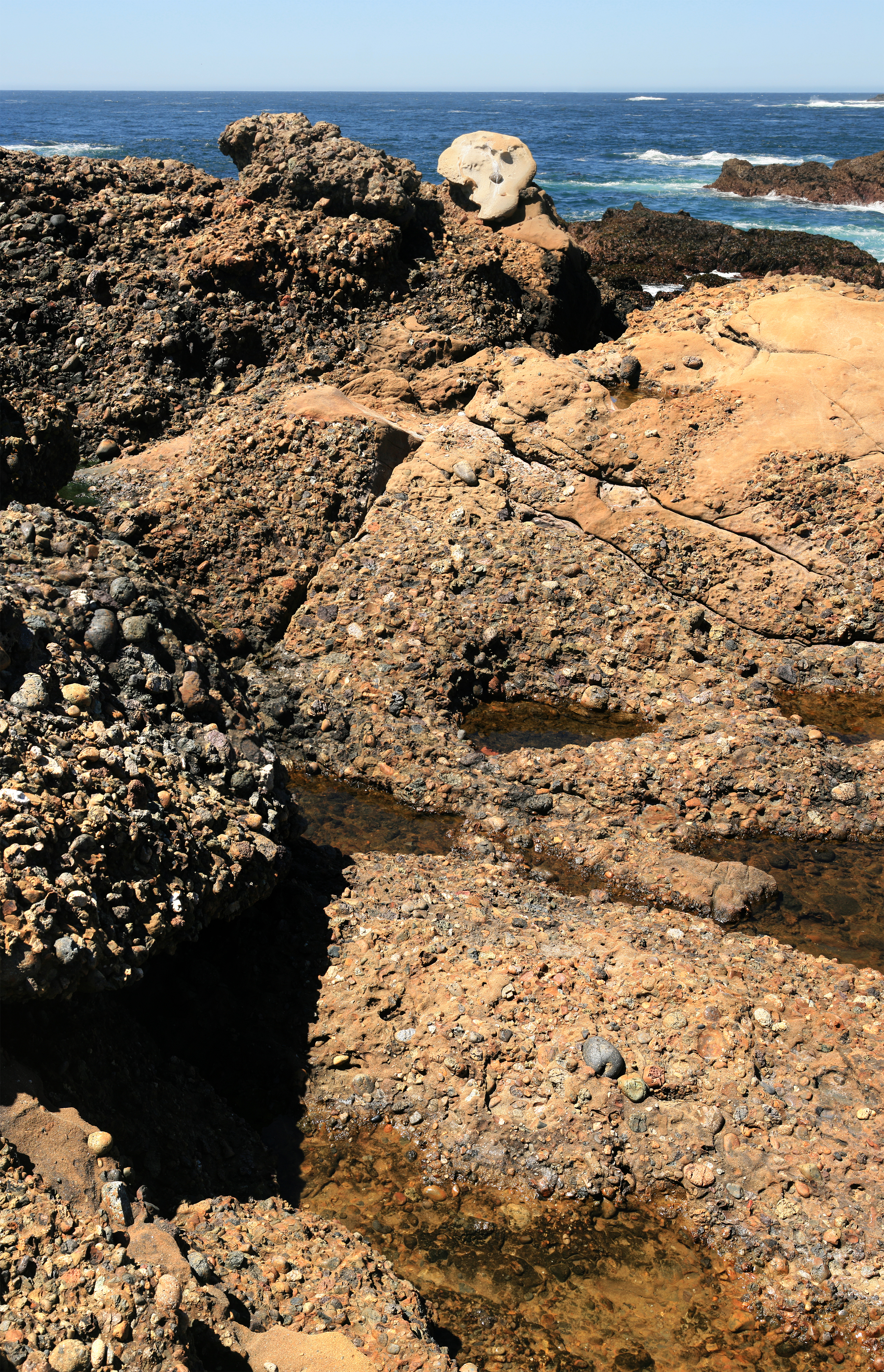
جوش‌سنگ

جوش‌سَنگ‎ ‎ یا کُنگلومِرا (به انگلیسی: Conglomerate) نوعی سنگ است که از به هم پیوستن و جوش خوردن قلوه‌سنگ‌های کوچک تشکیل شده باشد. جوش‌سنگ‌ها موزائیک‌مانند هستند و متشکل از سنگ‌ریزه‌های گوناگونی‌اند که با هم متحجر شده‌اند.
جوش‌سنگ نوعی سنگ رسوبی است و در دهانهٔ چشمه‌ها یافت می‌شود. این نوع سنگ از قطعات گرد و دانه‌درشتی تشکیل شده که اختلافش با بِرش در فقدان ذرات زاویه‌دار است. اجزای تشکیل‌دهنده آن دسته از سنگ‌های آواری که اندازه بزرگتر از ۲ میلی‌متر داشته باشند، بر اساس گردشدگی دانه‌ها به دو دسته جوش‌سنگ و برش تقسیم می‌شوند. طبق نظریه پتیجان  اگر ده درصد ذرات سنگی ابعاد بیش از ۲ میلی‌متر داشته باشند آن سنگ را جوش‌سنگ می‌نامند. بِرِش که سنگی است از قطعات زاویه‌دار، لبه‌های تیز و دانه‌دار درشت در وسعت خیلی کمتر از جوش‌سنگ در رسوبات دیده می‌شود. جوش‌سنگ‌ها را می‌توان در توالی‌های سنگ‌های رسوبی در تمام سنین یافت، اما احتمالاً کمتر از ۱ درصد وزنی همه سنگ‌های رسوبی را تشکیل می‌دهند. از نظر مکانیسم‌های منشأ و رسوب‌گذاری، آن‌ها ارتباط نزدیکی با ماسه‌سنگ‌ها دارند و بسیاری از انواع ساختارهای رسوبی مشابهی را نشان می‌دهند، به‌عنوان مثال، تخته‌های متقاطع و لایه‌های سطحی.

## ترکیب
بر اساس ترکیب یا جنس ذرات دانه درشت تشکیل‌دهندهٔ جوش‌سنگ، آن‌ها را به دو دسته تک‌خاستگاهی  و چندخاستگاهی  تقسیم می‌کنند. اگر ذرات دانه‌درشت گراولی از یک جنس باشد، سنگ را تک‌خاستگاهی می‌نامند. در واقع تک‌خاستگاهی سنگی مخلوطی است که جنس ذرات آن تقریباً یکنواخت است. کنگلومراهایی که ذرات دان‌های آن‌ها از انواع مختلف خرده‌سنگ‌ها درست شده باشد چندخاستگاهی می‌نامند.

## منشأ
جوش‌سنگ را بر اساس منشأ دانه‌ها نیز تقسیم‌بندی می‌کنند. چنانچه ذرات از خارج حوضه به درون حوضه حمل شوند و رسوب کنند آن را جوش‌سنگ برون‌ساخته  می‌نامند و اگر منشأ دانه‌ها از درون حوضه باشد آن را جوش‌سنگ درون‌ساخته  می‌نامند.

## یادداشت
1. ↑  Pettijohn
2. ↑  oligomictic
3. ↑  polymictic
4. ↑  extra formational
5. ↑  intra formational